# CVS Health
Tập đoàn CVS Health  (trước đây là CVS Corporation hoặc CVS Caremark Corporation) là một công ty bán lẻ dược phẩm có trụ sở tại Woonsocket, Rhode Island.
Consumer Value Stores (CVS) được thành lập vào năm 1963 bởi ba đối tác: anh em Stanley và Sidney Goldstein và Ralph Hoagland, người đã phát triển liên doanh từ một công ty mẹ, Mark Steven, Inc., giúp các nhà bán lẻ quản lý các dòng sản phẩm hỗ trợ chăm sóc sức khỏe và làm đẹp. Công việc kinh doanh bắt đầu như một chuỗi các cửa hàng hỗ trợ chăm sóc sức khỏe và sắc đẹp, nhưng sau đó các hiệu thuốc được thêm vào. Để tạo điều kiện phát triển và mở rộng, công ty đã gia nhập Melville Corporation, công ty quản lý một chuỗi các doanh nghiệp bán lẻ. Sau một thời gian tăng trưởng trong những năm 1980 và 1990, CVS Corporation tách khỏi Melville vào năm 1996, trở thành một công ty độc lập giao dịch trên thị trường chứng khoán New York với tư cách là CVS.
Sau đó, công ty sáp nhập với công ty  Caremark Rx vào năm 2007 và được đổi tên thành CVS Caremark Corporation. Công ty đã được đổi tên thành CVS Health vào năm 2014 sau quyết định loại bỏ các sản phẩm thuốc lá khỏi kệ của các cửa hàng. Tài sản của CVS Health bao gồm CVS Pharmacy, CVS Caremark, CVS Special, và  MinuteClinic.
Năm 2018, nó xếp thứ bảy  trong danh sách Fortune 500 và thứ 17 trong danh sách Fortune Global 500 với doanh thu hàng năm là 184 tỷ đô la. Vào tháng 12 năm 2017, CVS đã đồng ý mua Aetna với giá 69 tỷ đô la.

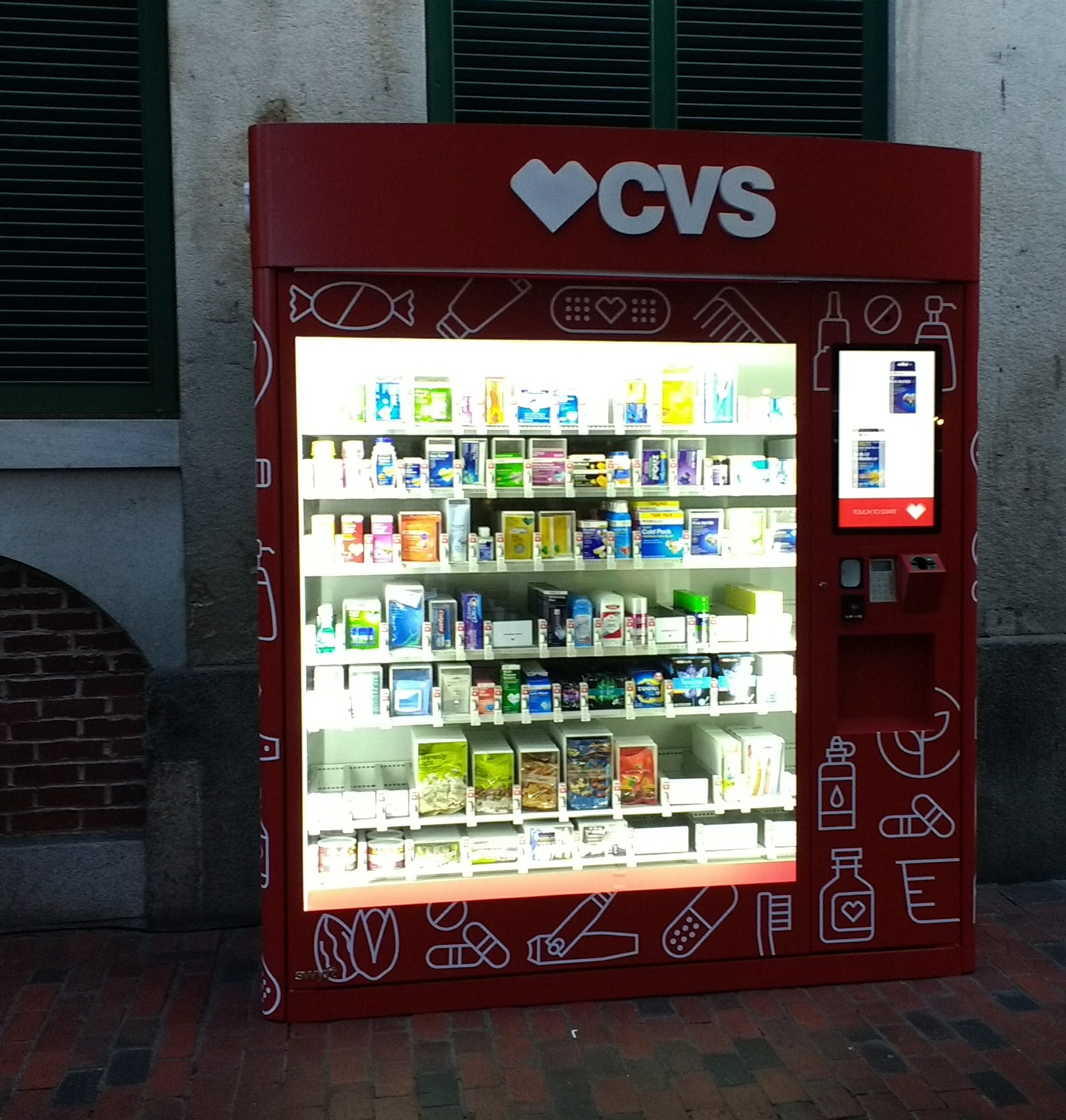
Một ki-ốt CVS được thiết lập tại Quincy Market Boston, Massachusetts.

## Tài chính
| Năm  | Doanh thu tính bằng triệu USD $ | Thu nhập ròng tính bằng triệu USD $ | Tổng tài sản tính bằng triệu USD $ | Nhân viên | Cửa hàng |
| ---- | ------------------------------- | ----------------------------------- | ---------------------------------- | --------- | -------- |
| 2005 | 37.007                          | 1.225                               | 15.247                             | 148.000   | 5,474    |
| 2006 | 43.821                          | 1.369                               | 20,574                             | 176.000   | 6,205    |
| 2007 | 76.330                          | 2.637                               | 54.722                             | 200.000   | 6.301    |
| 2008 | 87,472                          | 3,212                               | 60.960                             | 215.000   | 6,981    |
| 2009 | 98.144                          | 3.690                               | 61.918                             | 211.000   | 7,095    |
| 2010 | 95.766                          | 3,424                               | 62,45                              | 201.000   | 7.248    |
| 2011 | 107.080                         | 3,462                               | 64.852                             | 202.000   | 7.388    |
| 2012 | 123.120                         | 3,864                               | 65.474                             | 203.000   | 7,508    |
| 2013 | 126.761                         | 4,592                               | 70.550                             | 208.000   | 7,702    |
| 2014 | 139.367                         | 4.644                               | 73.202                             | 217.800   | 7.866    |
| 2015 | 153.290                         | 5.237                               | 92,437                             | 243.000   | 9.681    |
| 2016 | 177,526                         | 5,317                               | 94.462                             | 250.000   | 9.750    |
| 2017 | 184.765                         | 6.622                               | 95.131                             | 246.000   | 9,846    |